# Anhörung

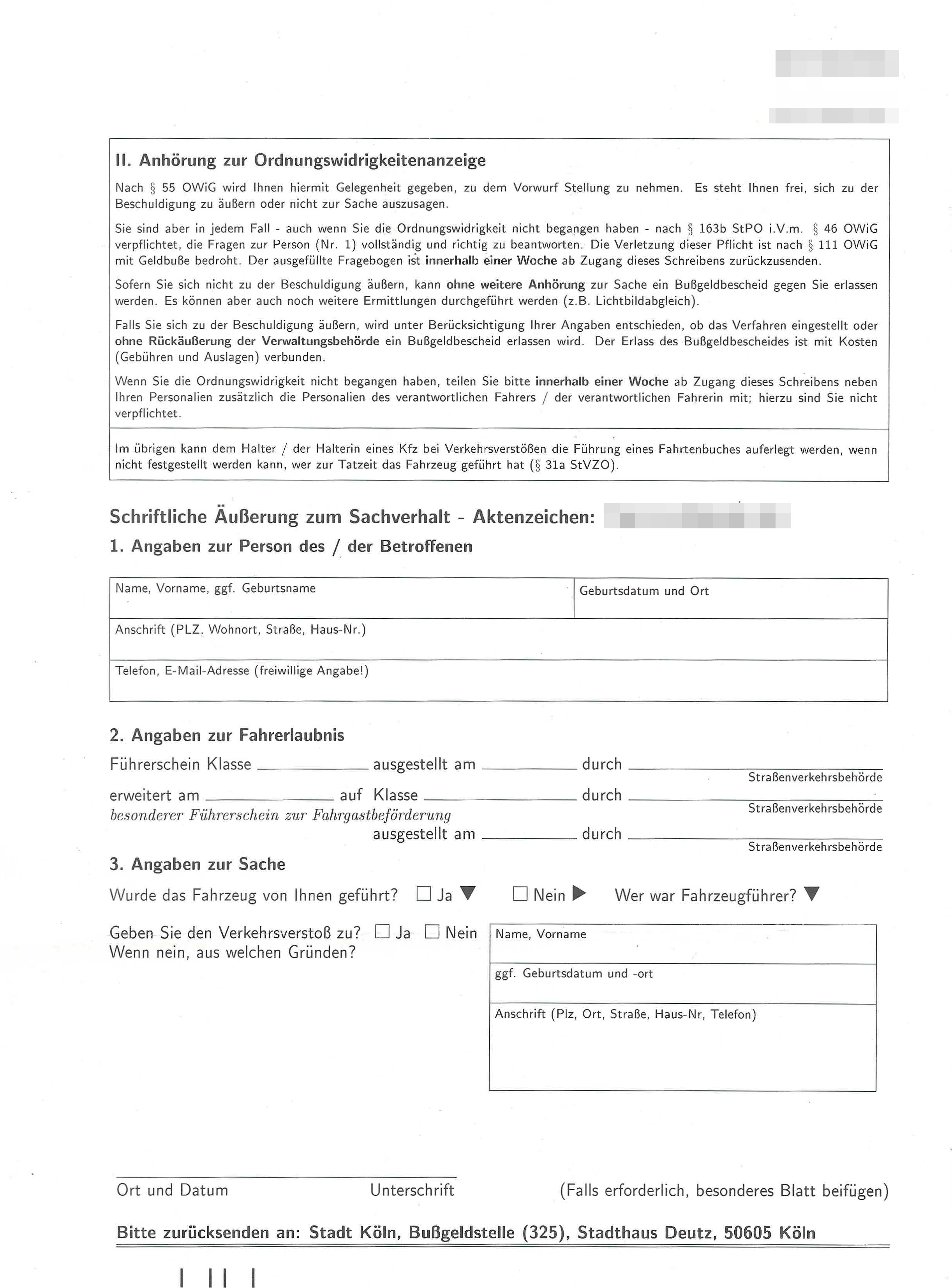
Schriftliche Anhörung zu einer Ordnungswidrigkeitenanzeige der Bußgeldstelle der Stadt Köln, 2016

Die Anhörung gibt in gerichtlichen und behördlichen Verfahren den Beteiligten die Gelegenheit, sich zu der zur Entscheidung stehenden Angelegenheit in tatsächlicher und rechtlicher Hinsicht zu äußern. Sie dient anders als die Vernehmung nicht dazu, durch Frage und Antwort den Sachverhalt aufzuklären, sondern verwirklicht den rechtsstaatlichen Anspruch auf rechtliches Gehör vor Gericht (Art. 103 GG) und im Verwaltungsverfahren (§ 28 VwVfG).

## Die Anhörung im deutschen Verwaltungsverfahrensrecht
In Deutschland muss eine Behörde jeden, in dessen Rechte sie eingreift, vor dem Erlass eines Verwaltungsakts nach § 28 Verwaltungsverfahrensgesetz anhören. Ausnahmen ergeben sich aus den Vorschriften der Absätze 2 und 3; für das Widerspruchsverfahren gilt jedoch die speziellere Vorschrift des § 71 Verwaltungsgerichtsordnung. 
Die Anhörung ist formfrei, kann also sowohl mündlich als auch schriftlich erfolgen.
Wird die Anhörungspflicht verletzt, so liegt ein Verfahrensfehler vor, der den ergangenen Verwaltungsakt formell rechtswidrig werden lässt. Die unterbliebene Anhörung kann jedoch nach § 45 Abs. 1 Nr. 3 VwVfG geheilt werden, indem sie nachgeholt wird. Dazu reicht es aus, wenn im Rahmen des Widerspruchverfahrens Gelegenheit zur Stellungnahme gegeben wird. 
Besondere Vorschriften über die Anhörung gelten in förmlichen Verwaltungsverfahren gem. § 66 VwVfG und insbesondere bei Planfeststellungsverfahren gem. § 73 VwVfG.

## Die Anhörung im deutschen Sozialrecht
Sozialrechtlich gilt § 24 Zehntes Buch Sozialgesetzbuch. Die Anhörung ist bei einem Eingriff in bestehende Rechte durchzuführen. Ausnahmen sind zulässig, wenn 
1. eine sofortige Entscheidung wegen Gefahr im Verzug oder im öffentlichen Interesse notwendig erscheint,
2. durch die Anhörung die Einhaltung einer für die Entscheidung maßgeblichen Frist in Frage gestellt würde,
3. von den tatsächlichen Angaben eines Beteiligten, die dieser in einem Antrag oder einer *Erklärung gemacht hat, nicht zu seinen Ungunsten abgewichen werden soll,
4. Allgemeinverfügungen oder gleichartige Verwaltungsakte in größerer Zahl erlassen werden sollen,
5. einkommensabhängige Leistungen den geänderten Verhältnissen angepasst werden sollen,
6. Maßnahmen in der Verwaltungsvollstreckung getroffen werden sollen oder
7. gegen Ansprüche oder mit Ansprüchen von weniger als 70 Euro aufgerechnet oder verrechnet werden soll

## Die Anhörung im deutschen Patentrecht
Die verfahrensrechtlichen Bestimmungen zum Patenterteilungsverfahren vor dem Deutschen Patent- und Markenamt sehen die Anhörung als Ausnahme zum eigentlich schriftlichen Verfahren vor, um das Verfahren voranzubringen. Maßgeblich ist § 46 PatG. Die Prüfungsstelle – ein Einzelprüfer – kann den Patentanmelder zu einer Anhörung laden. Auch der Anmelder kann von sich aus die Anberaumung einer Anhörung beantragen. Tut er dies, muss der Patentpüfer einmal dazu laden. Die Anhörungen finden in einem der Dienstgebäude des DPMA in München statt.
Wenn die Anhörung stattfindet, ist sie eine persönliche Diskussion zwischen Prüfer und Anmelder (ggf. mit bzw. vertreten durch seinen Patentanwalt). Der Anmelder kann in der Anhörung neue Unterlagen, insbesondere geänderte Patentansprüche übergeben, die dem weiteren Verfahren zugrunde gelegt werden sollen. Der Prüfer kann neuen Stand der Technik ins Verfahren einführen.
Am Ende der Anhörung kann der Patentprüfer sofort zur Patentanmeldung Beschluss fassen, sei es positiv als Patenterteilungsbeschluss oder negativ als beschwerdefähiger Zurückweisungsbeschluss. Es kann nach der Anhörung aber auch zurück ins schriftliche Verfahren gegangen werden, etwa um noch kleinere formale Arbeiten zu erledigen. Der Verlauf der Anhörung wird protokolliert, das Protokoll wird Teil der Akte.
Die Anhörung vor der Prüfungsstelle darf nicht mit der mündlichen Verhandlung vor der Patentabteilung verwechselt werden.

## Persönliche Anhörung des Kindes
Zur Umsetzung von Artikel 12 der UN-Kinderrechtskonvention regelt § 159 Gesetz über das Verfahren in Familiensachen und in den Angelegenheiten der freiwilligen Gerichtsbarkeit (FamFG) die Anhörung von Kindern in Kindschaftssachen.